# Catharsius garambae
Catharsius garambae là một loài bọ cánh cứng trong họ Bọ hung (Scarabaeidae).